# Telematiker
Telematiker ist in der Schweiz eine Bezeichnung für eine Gruppe von Berufen.

## Tätigkeit
Telematiker planen Telekommunikations- und Informatiknetzwerke und sind für die Störungsbehebung verantwortlich. Auch das Einrichten von Computerarbeitsplätzen und das Aufsetzen von Servern kann dazu gehören. Die Netzwerke und Kommunikationseinrichtungen können dabei drahtgebunden oder drahtlos sein.
Auch das Einziehen von Kabeln, Drähten und  UKV, gehört zu ihrem Arbeitsgebiet, wenn auch nicht zu den Haupttätigkeiten.
Da funktionierende Netzwerke ein wichtiger Pfeiler der heutigen Zeit sind, gehören Nacht- und Wochenendeinsätze zum Beruf.
Arbeitgeber sind Telematikfirmen und Elektroinstallationsfirmen mit Telematikabteilung.

## Voraussetzungen
Für die Lehre als Telematiker werden gute Noten im Fach Mathematik vorausgesetzt. Schüler, mit einem Sekundarschulabschluss der obersten Stufe, werden bevorzugt. Da Telematiker eng mit dem Kunden zusammenarbeiten, sind ein guter Kundenkontakt, bzw. Aufgeschlossenheit und gute Umgangsformen, Voraussetzung.

## Ausbildung

Karriere im Telematik Handwerk der Schweiz

### Telematiker EFZ
Telematiker EFZ ist in der Schweiz ein Lehrberuf.
Die Ausbildung dauert 4 Jahre. Die drei Ausbildungsorte sind Betrieb, Berufsfachschule und überbetriebliche Kurse.
Voraussetzung ist die abgeschlossene Volksschule, in der Regel auf der obersten Stufe.
Zur Ausbildung gehört auch ein mindestens dreimonatiges Elektroinstallations-Praktikum.
Bei sehr guten schulischen Leistungen kann während der Grundbildung die Berufsmaturitätsschule besucht werden.

### Telematik-Projektleiter
Der nächste Karriereschritt ist die Berufsprüfung zum Telematik-Projektleiter mit eidg. Fachausweis.
Die Voraussetzungen sind einschlägige berufliche Grundausbildung, der Berufsbildnerkurs, 2 Jahre Berufspraxis im Feld Telematik sowie das Bestehen einer Prüfung in Elektronik und Telematik.

### Diplomierter Telematiker
Die Prüfung zum diplomierten Telematiker ist eine höhere Fachprüfung. Voraussetzung für die Prüfung ist der eidg. Fachausweis als Telematik-Projektleiter, sowie die bestandene Prüfung in den Fächern Betriebswirtschaft, Unternehmensführung und Marketing.

## Weiterbildungsmöglichkeiten
In der Schweiz:
- Verkürzte Ausbildung in Verwandten Berufen
  - Elektroinstallateur
  - Elektroplaner
- Berufsprüfung
  - Elektro-Projektleiter
  - Elektro-Sicherheitsberater
  - Telematik-Projektleiter
- höhere Fachprüfung
  - dipl. Elektroinstallateur
  - dipl. Elektroplaner
  - dipl. Telematiker
- Studium
  - Techniker HF
  - Ingenieur FH (Berufsmatura oder bestandene Aufnahmeprüfung vorausgesetzt)

## Verwandte Berufe
- IT-Systemelektroniker (Deutschland und Österreich)
- Elektrotechnischer Assistent (ETA)
- Elektroinstallateur
- Elektroplaner
- Informatiker
- Elektroniker